# Giv'at Šemeš
Giv'at Šemeš (hebrejsky גִּבְעַת שֶׁמֶשׁ, doslova „Sluneční vrch“, v oficiálním přepisu do angličtiny Giv'at Shemesh) je ústav sociální péče a obec v Izraeli, v Jeruzalémském distriktu, v Oblastní radě Mate Jehuda. Leží v nadmořské výšce 250 metrů v pahorkatině Šefela, nedaleko západních svahů Judských hor. Jižně od obce protéká potok Sorek.
Obec se nachází 28 kilometrů od břehu Středozemního moře, cca 37 kilometrů jihovýchodně od centra Tel Avivu, cca 26 kilometrů západně od historického jádra Jeruzalému a cca 4 kilometry severozápadně od Bejt Šemeš. Giv'at Šemeš obývají Židé, přičemž osídlení v tomto regionu je etnicky převážně židovské. Západně od obce leží klášter Dejr Rafat.
Giv'at Šemeš je na dopravní síť napojen pomocí lokální silnice číslo 3835.

## Dějiny
Giv'at Šemeš byl založen v roce 1954. Jde o komplex zaměřený na léčbu a prevenci drogové nebo alkoholové závislosti mládeže i dospělých. Provozuje ho organizace Retorno, která byla založena rabínem Ejtanem Ecksteinem a působí primárně v Latinské Americe (Mexiko, Argentina, Brazílie, Uruguay a Venezuela). Izraelská pobočka organizace už má za sebou léčbu stovek klientů a 80% úspěšnost. Centrum je nábožensky orientováno, třebaže dodržování předpisů judaismu není formálně povinné.

## Demografie
K 31. prosinci 2014 zde žilo 74 lidí.
| Rok            | 1961 | 1972 | 1983 | 1995 | 2001 | 2003 | 2004 | 2005 | 2006 | 2007 | 2008 | 2009 | 2010 | 2011 | 2012 | 2013 | 2014 |
| -------------- | ---- | ---- | ---- | ---- | ---- | ---- | ---- | ---- | ---- | ---- | ---- | ---- | ---- | ---- | ---- | ---- | ---- |
| Počet obyvatel | 93   | 111  | 97   | 83   | 73   | 73   | 65   | 63   | 63   | 65   | 64   | 60   | 53   | 59   | -    | -    | 74   |